# Magdi Allam
Magdi Allam (en árabe مجدي علام majdī ʕallām) (El Cairo, 22 de abril de 1952) es un periodista italiano de origen egipcio, subdirector ad personam del diario Il Corriere della Sera.

## Biografía
Nacido en El Cairo en una familia musulmana. Su madre era practicante, aunque su padre era un creyente musulmán poco practicante. Fue enviado a estudiar a una escuela de los salesianos en esa ciudad en que muchos de los profesores eran italianos, lo que le facilitó el conocimiento de este país.
En 1972 emigró a Italia. Estudió sociología en la Universidad de La Sapienza de Roma, y en 1986 adquirió la nacionalidad italiana. Se ocupa de temas relacionados con Oriente Próximo y sus relaciones con Occidente.
Trabajó también en los periódicos Il Manifesto y La Repubblica.
Conocido por sus opiniones críticas en contra del islam radical, ha recibido varias amenazas de muerte.
Ha publicado nueve libros en italiano, uno de ellos traducido al español. Ha escrito otros libros en colaboración.
El 23 de marzo de 2008, domingo de resurrección, recibió el bautismo de manos del Papa Benedicto XVI en la Vigilia pascual. Adoptó el nombre de Cristiano. Con este motivo el mismo 23 escribió un artículo en forma de carta al director del diario Il Corriere della Sera en que explica los motivos de su conversión.
El 25 de marzo de 2013, anunció públicamente su abandono de la Iglesia católica en protesta por su «postura blanda contra el islam». Allam manifestó que seguiría siendo cristiano, pero que ya no creía más en la Iglesia.

## Obras
- Islam, Italia: chi sono e cosa pensano i musulmani che vivono tra noi (2001)
- Bin Laden in Italia: viaggio nell'islam radicale (2002)
- Diario dall'Islam. Cronache di una nuova guerra (2002)
- Saddam: storia segreta di un dittatore (2003)
- Jihad in Italia. Viaggio nell'Islam radicale (2003)
- Kamikaze made in Europe. Riuscirà l'Occidente a sconfiggere i terroristi islamici? (2005)
- Io amo l'Italia: ma gli italiani la amano? (2006)
- Vincere la paura. La mia vita contro il terrorismo islámico el'incoscienza dell'occidente (2006)
- Viva Israele. Dall'ideologia della morte alla civiltà della vita: la mia storia (2007)

### Edición en español
- Magdi Allam (2008). Vencer el miedo: Mi vida contra el terrorismo islámico y la inconsciencia de Occidente. Ediciones Encuentro. ISBN 978-84-7490-878-7.
- Magdi Cristiano Allam (2009). Gracias, Jesús. Ediciones Encuentro. ISBN 978-84-7490-978-4.